# Gare de Herbitzheim
La gare de Herbitzheim est une gare ferroviaire française située sur le territoire de la commune de Herbitzheim, dans la collectivité européenne d'Alsace, en région Grand Est.
Elle est fermée à tout trafic.

## Situation ferroviaire
La gare de Herbitzheim est située au point kilométrique (PK) 4,265 de la ligne de Kalhausen à Sarralbe, entre les gares ouvertes de Kalhausen et de Sarralbe.

## Histoire
La gare de Herbitzheim est mise en service en 1895 par la Direction générale impériale des chemins de fer d'Alsace-Lorraine lorsqu'elle ouvre la ligne de Mommenheim à Sarralbe.
À partir de 1919, elle est exploitée par l'Administration des chemins de fer d'Alsace et de Lorraine.
Le 1er janvier 1938, la gare de Herbitzheim devient la propriété de la nouvelle Société nationale des chemins de fer français, mais dès 1940 et la seconde annexion de l'Alsace-Lorraine elle est exploitée par la Deutsche Reichsbahn comme l'ensemble du réseau ferroviaire d'Alsace-Lorraine.
En 2017, la liaison Sarreguemines – Sarralbe – Sarre-Union a représenté 50 993 voyages, soit une baisse de 41 % par rapport à 2016. Le manque d'entretien de la voie et l'absence de financement pour des travaux de régénération nécessitent la mise en place, depuis le 22 décembre 2018, d'abaissements de la vitesse limite, à 20 km/h entre Sarre-Union et Sarralbe et à 40 km/h entre Sarralbe et Kalhausen. L'augmentation des temps de parcours ainsi causée a entraîné la décision de reporter le trafic voyageurs sur route, appliquée à la même date,.
La suspension des circulations ferroviaires entre Sarreguemines et Sarre-Union est annoncée comme « temporaire » par la région Grand Est. Une pétition demandant la réouverture de la liaison — et son éventuel prolongement jusqu'à Berthelming et Sarrebourg — a été lancée sur Internet,.

## Service routier de substitution
Le site de la gare est un arrêt des autocars du réseau TER Grand Est qui relient, tous les jours, Sarreguemines à Sarre-Union ou parfois à Sarrebourg.

## Patrimoine ferroviaire
L'ancien bâtiment voyageurs a été vendu à un particulier et est devenu une habitation privée.